# Robert De Niro Sr.
Robert Henry De Niro (Siracusa, estado de Nueva York, 3 de mayo de 1922 - ciudad de Nueva York, estado de Nueva York, 3 de mayo de 1993), más conocido como Robert De Niro Sr., fue un pintor expresionista abstracto estadounidense y padre del actor Robert De Niro.

## Primeros años
Robert De Niro Sr., nació en Siracusa, Nueva York, de padre italo-americano, Henry Martin De Niro (1897 - 1976), cuyos padres habían emigrado desde Ferrazzano, en la provincia de Campobasso, y de madre de procedencia irlandesa, Helen M. (1899 - 1999). Era el mayor de tres hijos; él y los hermanos John y Joan nacieron en Siracusa, Nueva York. De Niro estudió en el prestigioso Black Mountain College dirigido por Josef Albers entre 1939 y 1940. Si bien el enfoque muy analítico de Albers a la pintura no apeló al estilo más instintiva de De Niro, la experiencia y la perspectiva internacional del maestro de la Bauhaus, no obstante, dejó una impresión duradera. De Niro estudió con Hans Hofmann en su escuela de verano en Provincetown, Massachusetts. La enseñanza de Hofmann se centró en el expresionismo abstracto y el formalismo cubista, y tuvo una fuerte influencia en el desarrollo de De Niro como un artista maduro.
En la escuela de verano de Hofmann conoció a su compañera de estudios Virginia Admiral, con quien se casó en 1942. La pareja se mudó a un gran "loft"  en Greenwich Village en Nueva York, donde se dedicaron a pintar. Ellos estuvieron rodeados de un círculo ilustre de amigos, entre ellos los escritores Anaïs Nin y Henry Miller, el dramaturgo Tennessee Williams, y la actriz y bailarina Valeska Gert. Admiral y De Niro se separaron poco después del nacimiento de su hijo, Robert De Niro Jr. en agosto de 1943.
Después de estudiar con Hans Hofmann en Nueva York y con Josef Albers en Black Mountain College en Carolina del Norte a finales de 1930 y principios de 1940, De Niro trabajó durante cinco años en el legendario Museum of Non-Objective Art (Museo de Arte No Objetivo) de Hilla Rebay. En 1945, fue incluido en una exposición colectiva en Peggy Guggenheim's Art of This Century en Nueva York, que era una galería líder en el arte tanto de modernistas europeos establecidos como de miembros del emergente grupo expresionista abstracto como Jackson Pollock, Mark Rothko, Robert Motherwell, y Clyfford Still. De Niro tuvo su primera exposición individual en la galería de Peggy Guggenheim en abril y mayo del año siguiente. En ese momento, estaba trabajando principalmente de una manera abstracta, a menudo con referencias figurativas. Gran parte de su obra a partir de este período se perdió en un incendio del estudio en 1949.
De Niro tuvo una serie de exposiciones individuales en la década de 1950 en la Galería Charles Egan de Nueva York, que exhibía la obra de Willem de Kooning y otros destacados artistas expresionistas abstractos. Los críticos elogiaron composiciones de De Niro llenos de áreas improvisadas de color vibrante que dieron naturalezas manera de pintadas sin apretar todavía y desnudas curvilíneas. A mediados de la década de 1950, De Niro fue incluido regularmente en exposiciones colectivas importantes, como el Whitney Annual, The Stable Annual, y el Museo Judío. Fue galardonado con un premio de la Fundación Longview en 1958.
De 1961 a 1964, De Niro viajó a Francia para pintar en París y en el campo de los alrededores. El coleccionista Joseph Hirshhorn compró una serie de pinturas del artista y obras sobre papel durante este período a través del galerista de De Niro, Virginia Zabriskie, que están ahora en la colección permanente del Museo Hirshhorn y Jardín de Esculturas en Washington, DC. En 1968, fue galardonado con una beca Guggenheim.

## Años después
A lo largo de los años 1970 y 1980, De Niro continuó exponiendo en museos y galerías de todo Estados Unidos, incluyendo Nueva York, San Francisco, Kansas City, Los Ángeles y Washington, DC. Fue profesor en varias escuelas de arte y universidades, incluyendo la Cooper Union, la Nueva Escuela de Investigación Social y la Escuela de Artes Visuales. De Niro fue un artista visitante en el Departamento de Arte de la Universidad Estatal de Michigan en la primavera de 1974.
Su obra forma parte de varias colecciones de museos, incluyendo: Albright-Knox Art Gallery, Arkansas Arts Center, Brooklyn Museum, Baltimore Museum of Art, El instituto del mayordomo del arte americano, Corcoran Gallery of Art, Museo de Arte Crocker, el Museo de Arte de Denver, El Heckscher Museum of Art, Museo Hirshhorn y Jardín de Esculturas, Kansas City Art Institute, el Museo Metropolitano de Arte, el Museo de la Academia Nacional, Casa de la Moneda, Museo de Arte Parrish, Asociación de Arte de Provincetown y Museo Smithsonian American Art Museum, Museo de Arte Weatherspoon, Whitney Museo de Arte Americano, Yale University Art Gallery y el Museo de Yellowstone Art Center.
DC Moore Gallery representa la finca de Robert De Niro, Sr. La primera exposición de sus obras en la galería fue en abril de 2012. En junio de 2014, Robert De Niro, Sr., Paintings and Drawings 1948 - 1989 abrió en la galería DC Moore.

## Muerte y legado
Robert De Niro, Sr., murió de cáncer a los 71 años, en la mañana del 3 de mayo de 1993 (en su 71° cumpleaños), en la ciudad de Nueva York. Fue enterrado en el cementerio de Kensico en Valhalla, Nueva York.
La película de 1993 Una historia del Bronx fue dedicado a su memoria después de su muerte; fue el debut directorial de Robert de Niro, Jr.
En 2010, De Niro, Jr. anunció la creación de la Recompensa De Niro Sr., un premio anual de $25,000 administrado por el Instituto de Cine de Tribeca y financiado por De Niro, Jr. que "se centra en un artista estadounidense a mediados de carrera dedicada a la búsqueda de la excelencia y la innovación en la pintura ". Los ganadores anteriores incluyen a Stanley Whitney, Joyce Pensato y Catherine Murphy.
De Niro, Sr. es el tema del corto documental 2014 "Recordando el artista", en la que "su vida y su carrera están descritas en las propias palabras del artista por sus contemporáneos" y De Niro, Jr. De acuerdo con De Niro, Jr. su padre "Solía siempre decir que los artistas siempre se reconocen después de que se han ido".
- Datos: Q951321